# Dražen Žeželj
Dražen Žeželj, slovenski nogometaš, * 6. februar 1976.
Žeželj je večji del kariere igral v slovenski ligi za klube Svoboda, Vevče, Olimpija, Mura, Ljubljana, Primorje, Domžale, Slovan in Radomlje. Skupno je v prvi slovenski ligi odigral 255 prvenstvenih tekem in dosegel 82 golov, v sezoni 2003/04 prve slovenske lige je bil najboljši strelec z 19-imi goli. Ob tem je igral še v grški in avstrijski ligi.